# Affaire Diane Grégoire
L'affaire Diane Grégoire est une affaire criminelle québécoise impliquant la disparition et le meurtre de Diane Grégoire, survenus entre 2008 et 2011, ainsi que le suicide du principal suspect, son époux Paul Laplante, en 2012.

## Disparition
Diane Grégoire, 51 ans, est portée disparue le 31 janvier 2008. Son mari, Paul Laplante, déclare qu'elle aurait disparu alors qu'elle l'attendait dans leur voiture, stationnée aux Promenades Saint-Bruno, pendant qu'il prenait son déjeuner dans un restaurant du centre commercial,,. Les images de surveillance du centre commercial ne confirment toutefois pas la présence de Mme Grégoire sur les lieux.
Rapidement, les policiers de Longueuil orientent leurs recherches vers l'entourage de la disparue. En mai 2008, ils confirment que Paul Laplante a refusé de se soumettre au test du polygraphe,. Des perquisitions sont effectuées à son domicile à Saint-Hyacinthe et à la résidence de Saint-Liboire, que le couple occupait avant sa disparition,,,. La police saisit alors du matériel informatique et divers éléments pour analyse,.
En septembre 2011, la police de Longueuil et la Sûreté du Québec amorcent des fouilles intensives à la ferme Shefford, une exploitation porcine située à Saint-Valérien-de-Milton. Ces recherches s'étalent sur un terrain de 10 000 pieds carrés,. L'enquête est officiellement requalifiée en homicide à la suite d'informations fournies par un témoin,. Des spécialistes de l'identité judiciaire et des anthropologues judiciaires participent à ces recherches.

## Découverte du corps
Le 21 novembre 2011, des restes humains sont découverts dans un boisé de Coteau-du-Lac, près de l'autoroute 20, à proximité d'un entrepôt de l'entreprise Frito-Lay, où Paul Laplante livrait des produits pour son employeur PepsiCo,,. Les analyses médico-légales permettent de confirmer qu'il s'agit des restes de Diane Grégoire. Un manteau Kanuk jaune appartenant à la victime est retrouvé sur les lieux,.

## Arrestation et suicide de Paul Laplante
Le 13 décembre 2011, Paul Laplante est arrêté à Saint-Hyacinthe et accusé de meurtre au premier degré ,. La police privilégie le mobile financier : Diane Grégoire avait reçu un héritage évalué à un million de dollars après le décès de son père,. En mars 2002, Paul Laplante avait déjà été acquitté d'une accusation de fraude mais reconnu coupable de possession illégale d'une arme à feu.
Selon la défense, une barre de fer, provenant possiblement du cric manquant de la fourgonnette du couple, aurait été l'arme du crime. Toutefois, la Sûreté du Québec n'a jamais officiellement confirmé la cause du décès.
Le 9 janvier 2012, alors qu'il était détenu au centre de détention de Rivière-des-Prairies, Paul Laplante se suicide dans sa cellule. Une lettre est retrouvée sur lui, mais son contenu n'a pas été révélé,,.
Peu avant son suicide, Laplante a rédigé un testament dans lequel il déshérite ses deux enfants au profit d'un ami resté fidèle, qui n'était pas connu des enquêteurs. Il a aussi exprimé le souhait d'être incinéré et que ses cendres reposent avec celles de son fils Gregory, décédé en 2007, et de Diane Grégoire.

## Réactions et suites
Claire Laplante, sœur du suspect, déclare avoir toujours soupçonné son frère, qu'elle qualifie de « véritable psychopathe », et exprime son soulagement après son décès. Aucun procès n'a eu lieu en raison du décès du principal accusé, laissant une partie des preuves non rendues publiques.